# Lisa Blair
Lisa Blair est une navigatrice et skippeuse australienne. Elle détient le record du tour de l’Antarctique à la voile en solitaire sans assistance, et milite pour la protection de l’environnement et du climat à bord de son bateau Climate Action Now.

## Biographie
Blair se lance un première fois dans le tour de l’Antarctique à la voile en 2017 ; sa tentative échoue quand elle démâte au large de l’Afrique du Sud. Après deux mois de réparations à Cape Town, elle revient en Australie au bout de 183 jours. Elle repart en 2022 et parvient cette fois-ci à boucler son parcours sans accident majeur en 92 jours, battant le précédent record de 10 jours. Entre temps, elle devient la première femme à effectuer le tour de l’Australie en solitaire en 58 jours. Elle décroche aussi le record du tour de la Nouvelle-Zélande à la voile, partant et arrivant à Auckland en 2024 après 16 jours de navigation,.
Lisa Blair court aussi en équipage, participant notamment à la couse Sydney-Hobart avec un équipage entièrement féminin en 2017.
En 2024, elle fait l’objet d’un film documentaire, Ice Maiden, qui retrace son parcours autour de l’Antarctique en 2022. Son bateau Climate Action Now est recouvert de messages collectés auprès du public et listant des actions pour la planète.

## Distinctions
- Prix Spirit of Adventure d’Australian Geographic (en) (2018)[8]
- Médaille de l’ordre d’Australie (2025)[9]